# Klęczany (Nowy Sącz)
Pour les articles homonymes, voir Klęczany.
Klęczany est un village de Pologne, situé dans la gmina de Chełmiec, dans le Powiat de Nowy Sącz, dans la Voïvodie de Petite-Pologne dans le Sud de la Pologne.

## Source
- (en) Cet article est partiellement ou en totalité issu de l’article de Wikipédia en anglais intitulé « Klęczany, Nowy Sącz County » (voir la liste des auteurs).

1. ↑  (pl) « Gmina Chełmiec (małopolskie) » mapy, GUS, nieruchomości, szkoły, regon, kody pocztowe, bezrobocie, wypadki drogowe, wynagrodzenie, zarobki, tabele, edukacja, demografia, przedszkola, statystyki », sur Polska w liczbach (consulté le 21 juillet 2025)